# Amastris finitima
Amastris finitima är en insektsart som beskrevs av Broomfield 1976. Amastris finitima ingår i släktet Amastris och familjen hornstritar. Inga underarter finns listade i Catalogue of Life.